# کیوکو آیزومه
کیوکو آیزومه (انگلیسی: Kyōko Aizome؛ زاده ۹ فوریهٔ ۱۹۵۸) بازیگر اروتیک، خواننده، نویسنده و کارگردان اهل ژاپن است.